# ایمان جمالی
ایمان جمالی مورچگانی (زاده ۱۱ اکتبر ۱۹۹۱) یک بازیکن هندبال است که برای تیم دینامو بخارست رومانی و تیم ملی مجارستان بازی می‌کند.